# Djoko Iskandar
Djoko Tjahjono Iskandar (ur. 1950) – indonezyjski herpetolog. Zajmuje się badaniem płazów w Azji Południowo-Wschodniej i Australazji. Piastuje stanowisko profesora biosystematyki i ekologii w Instytucie Technologii w Bandungu.
Jako pierwszy badacz opisał liczne gatunki płazów, m.in. Barbourula kalimantanensis (1978) i Limnonectes larvaepartus (2014), jedyną znaną żabę, która bezpośrednio rodzi kijanki. Jest autorem książki The Amphibians of Java and Bali. W uznaniu zasług jego imieniem nazwano rodzaj węża Djokoiskandarus, a także szereg gatunków jaszczurek i żab.

## Taksony nazwane w uhonorowaniu jego zasług
- Djokoiskandarus annulatus (2011)
- Polypedates iskandari (2011)
- Draco iskandari (2007)
- Gekko iskandari (2000)[6]
- Fejervarya iskandari (2001)[7]

## Opisane gatunki
- Ansonia glandulosa Iskandar & Mumpuni, 2004[8]
- Barbourula kalimantanensis Iskandar, 1978[1]
- Boiga hoeseli Ramadhan, Iskandar & Subasri, 2010[9]
- Calamaria banggaiensis Koch, Arida, Mcguire, Iskandar & Böhme, 2009[10]
- Cyrtodactylus batik Iskandar, Rachmansah & Umilaela, 2011[11]
- Cyrtodactylus nuaulu Oliver, Edgar, Mumpuni, Iskandar & Lilley, 2009[12]
- Cyrtodactylus wallacei Hayden, et al., 2008[13]
- Eutropis grandis Howard, Gillespie, Riyanto, Iskandar, 2007[14]
- Hemiphyllodactylus engganoensis Grismer, Riyanto, Iskandar & McGuire, 2014[15]
- Hylarana eschatia (Inger, Stuart, & Iskandar, 2009)
- Hylarana megalonesa (Inger, Stuart & Iskandar, 2009)
- Hylarana parvacola (Inger, Stuart & Iskandar, 2009)
- Hylarana rufipes (Inger, Stuart & Iskandar, 2009)
- Ingerana rajae Iskandar, Bickford, Arifin, 2011[16]
- Kalophrynus minusculus Iskandar, 1998
- Limnonectes kadarsani Iskandar, Boeadi & Sancoyo, 1996
- Limnonectes larvaepartus Iskandar, Evans & McGuire, 2014[3]
- Limnonectes sisikdagu McLeod, Horner, Husted, Barley & Iskandar, 2011[17]
- Litoria megalops (Richards & Iskandar, 2006)[18]
- Litoria purpureolata Oliver, Richards, Tjaturadi & Iskandar, 2007[19]
- Litoria wapogaensis Richards & Iskandar, 2001
- Occidozyga tompotika Iskandar, Arifin & Rachmansah, 2011[20]
- Oreophryne atrigularis Günther, Richards & Iskandar, 2001
- Oreophryne furu Günther, Richards, Tjaturadi, and Iskandar, 2009[21]
- Oreophryne minuta Richards & Iskandar, 2000
- Oreophryne wapoga Günther, Richards & Iskandar, 2001
- Xenophrys parallela (Inger & Iskandar, 2005)